# جهة كلميم واد نون
جهة كْلْمِيمْ وَادْ نُون هي الجهة العاشرة من جهات المغرب الإثنا عشرة بناء على التقسيم الجهوي الجديد لسنة 2015. وتمتد على مساحة 58 ألفا و 268 كلم مربع بساكنة تبلغ 433 ألفا 757 نسمة، تقع بالصحراء المغربية بحيث تزخر الجهة بموارد طبيعية متنوعة تساهم في نشاط الحركة الاقتصادية إضافة إلى موقعها الجغرافي كحلقة وصل بين الأقاليم الجنوبية وباقي ربوع المملكة. كما تزخر أقاليم جهة كلميم واد نون، الممتدة على مساحة 58 ألف و 200 كلم مربع، بموارد طبيعية متنوعة من شأن تثمينها والرفع من قيمتها، أن تشكل دعامة أساسية لتنشيط الحركة الاقتصادية وركيزة لاستقطاب الاستثمارات وإحداث مناصب الشغل.

## مدن جهة كلميم واد نون
| الشعار | المدينة   | صورة | الإقليم/العمالة | المساحة (كلم²) | عدد السكان (2014) | العمدة            | الموقع                            |
| ------ | --------- | ---- | --------------- | -------------- | ----------------- | ----------------- | --------------------------------- |
|        | كلميم     |      | إقليم كلميم     | 41.38          | 118,318           | محمد بلفقيه       | 28°59′N 10°03′W / 28.98°N 10.05°W |
|        | طانطان    |      | إقليم طانطان    | 19.62          | 73,209            | عمر أوبركا        | 28°26′N 11°05′W / 28.43°N 11.09°W |
|        | سيدي إفني |      | إقليم سيدي إفني | 19.46          | 21,618            | عبد الرحيم فابيان | 29°22′N 10°10′W / 29.37°N 10.17°W |
|        | آسا       |      | إقليم آسا الزاك | 31.40          | 14,570            | حمدي ويسي         | 28°36′N 9°26′W / 28.60°N 9.43°W   |
|        | بويزكارن  |      | إقليم كلميم     | 28.23          | 14,228            | موسى الصافي       | 29°10′N 9°42′W / 29.17°N 9.70°W   |
|        | الزاك     |      | إقليم آسا الزاك | 10.77          | 12,763            | مولود حميدة       | 28°01′N 9°17′W / 28.02°N 9.29°W   |
|        | الوطية    |      | إقليم طانطان    | 17.46          | 9,295             | أحمد بولون        | 28°29′N 11°20′E / 28.48°N 11.34°E |
|        | الاخصاص   |      | إقليم سيدي إفني | 10.83          | 4,729             | عمر باهمان        | 29°14′N 9°26′W / 29.24°N 9.43°W   |

## السكان
بلغ عدد سكان الجهة حسب آخر إحصاء (2014)، 433757 نسمة، أي ما يقارب .1.28 % من مجموع سكان المملكة .64.6% منهم حضريون وحوالي 70% يقطنون إقليمي كلميم وسيدي إفني ويعرف التوزيع الجغرافي للسكان تمركزا على طول المحاور الطرقية الكبرى .
بلغ معدل النمو السنوي للسكان بالجهة 0.6 % ، وتهم الزيادات الحواضر بالدرجة الأولى مع تراجع في أعداد السكان القرويين .
بالنظر إلى التقسيم الجهوي الجديد، فإن حوالي 70% من ساكنة جهة كلميم واد نون تتمركز بأقاليم كلميم وسيدي إفني حيت تتجاوز ساكنة كل واحدة منها  100 ألف نسمة.  وحسب وزنها الديموغرافي،

### السكان بالوسطين الحضري والقروي
الوسط الحضري : 280.094 نسمة
الوسط القروي : 153.663نسمة

### سكان الأقاليم
- إقليم كلميم في المرتبة الأولى  بعدد بلغ 187 ألف و 808 نسمة وبنسبة .43,29%
- إقليم سيدي إفني بعدد بلغ 115 ألف و 691 نسمة وبنسبة .26,67%
- إقليم طانطان بعدد بلغ 86.134 بنسبة 19,85%
- إقليم آسا الزاك بعدد بلغ 44.124. بنسبة 10,17%

### معدل النمو السكاني
| الأقاليم  | السكان 2004 | السكان 2014 | معدل النمو السكاني |
| --------- | ----------- | ----------- | ------------------ |
| كلميم     | 166.685     | 187.808     | 1.2                |
| إفني      | 127.781     | 115.691     | 0.1-               |
| طانطان    | 70.146      | 86.134      | 2.1                |
| آسا الزاك | 43.535      | 44.124      | 0.1                |
| المجموع   | 408.147     | 433.757     | 0.6                |

## الجغرافيا[4]

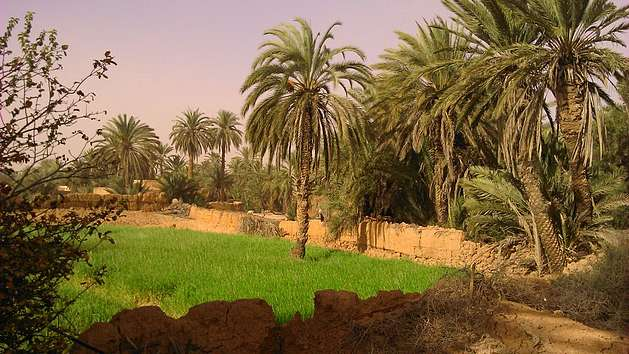
واحة تغمرت

تمتد جهة كلميم واد نون على مساحة إجمالية تبلغ 58.268 كلم 2  وبكثافة سكانية تصل إلى 7.44 فرد/ كلم2، ويمكن تقسيم تراب الجهة  جغرافيا إلى ثلاث مناطق:
منطقة جبلية تشكل امتدادا لسلسلة جبال الاطلس الصغير في الشمال ومنطقة شبه صحراوية في الوسط تتكون من سهول تتخللها مرتفعات متفرقة، ومنطقة صحراوية في الجنوب.

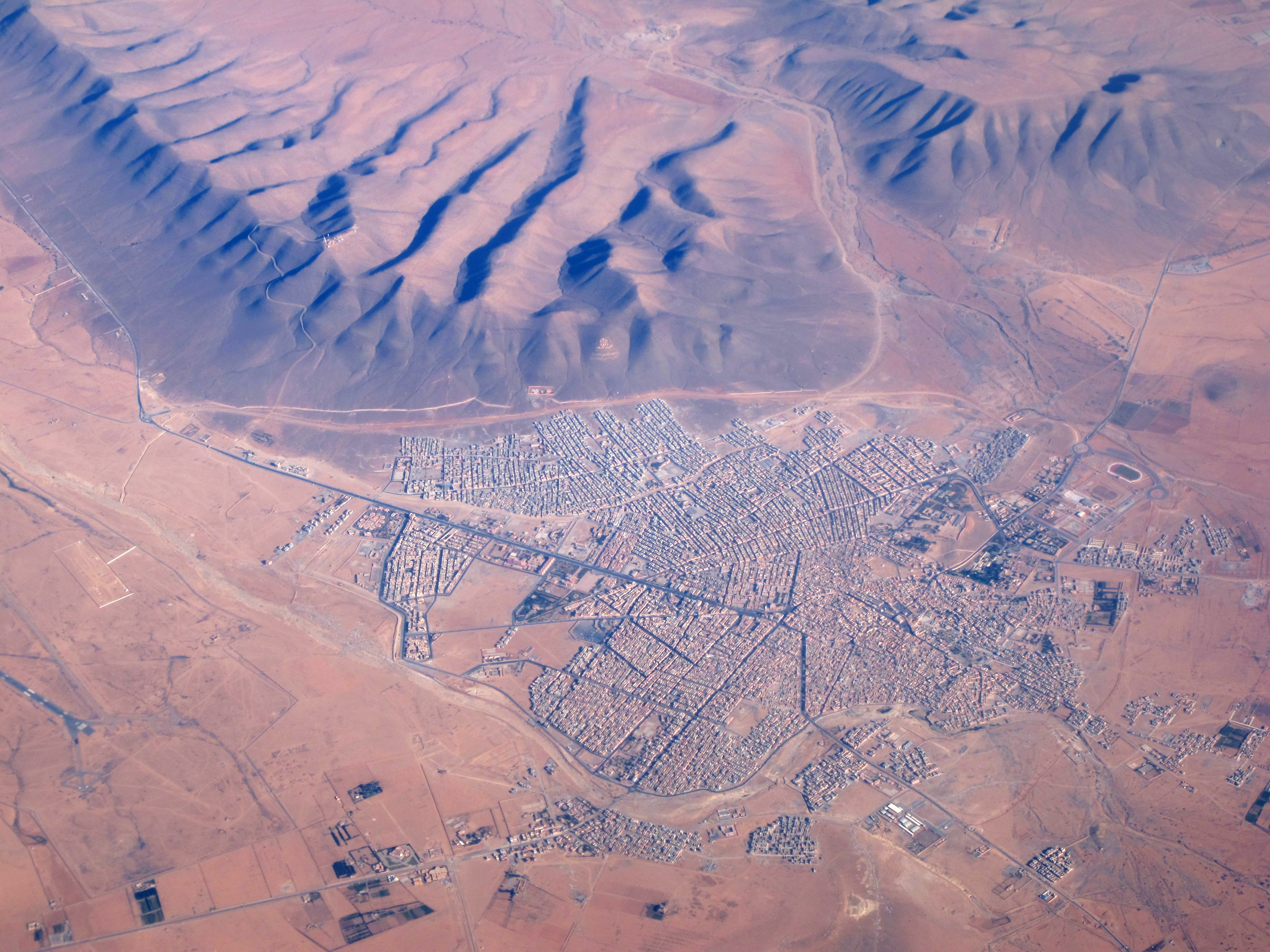
صورة جوية لكلميم

فبالإضافة إلى موقعها الجغرافي كحلقة وصل بين الأقاليم الجنوبية وباقي ربوع المملكة، وإمكانياتها البشرية، تتوفر جهة كلميم واد نون، التي تتجاوز بها نسبة التمدن 64 المائة، على مؤهلات هامة في العديد من المجالات الاقتصادية تؤهلها لتصبح مستقبلا قطبا اقتصاديا حقيقيا.

## التقسيم الإداري

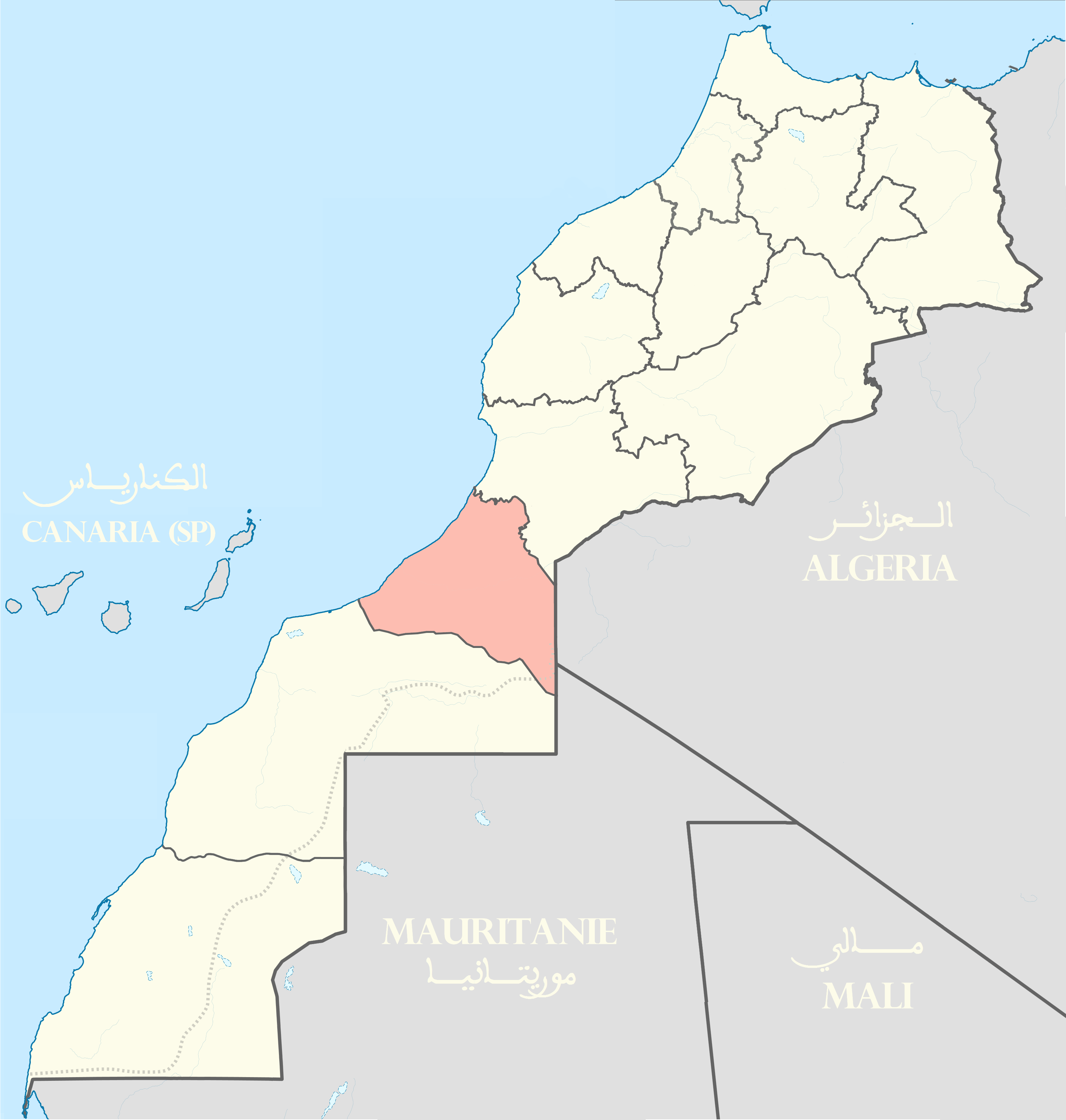
جهة كلميم واد نون

تتكون الجهة من 4 اقاليم (كلميم، سيدي افني، طانطان وآسا الزاك )، كما تتكون من 9 دوائر , 53 جماعة منها 8 جماعات حضرية .

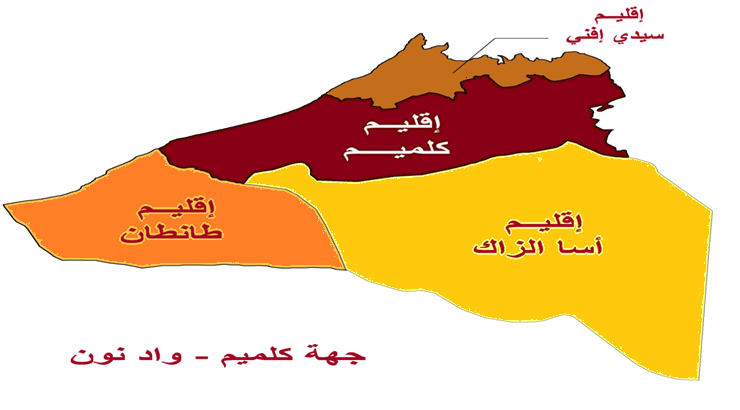

## الاقتصاد[5][6]
بلغ الناتج الداخلي الخام لجهة كلميم واد نون سنة 2014: 12,123 مليار درهم . فهي بذلك تساهم بنسبة 1.3 في المائة من الناتج الداخلي الخام الوطني. أما الدخل الفردي فقد بلغ 27 ألفا و 964 درهما.

### الفلاحة والصيد البحري[7]
إلى جانب وجود ثروة سمكية متنوعة بكل من سيدي إفني وطانطان، كما تتوفر على أراضي صالحة للزراعة ممتدة على أزيد من 200 ألف هكتار ومراعي شاسعة على مساحة تقدر ب 4 ملايين هكتار، فضلا عن ثروة مهمة من شجر الأركان والصبار والنخيل، تمثل منظومة متكاملة ومحافظة على التوازن البيئي.
| 2011/2012                      | كلميم  | طانطان | أسا الزاك | سيدي إفني      |
| ------------------------------ | ------ | ------ | --------- | -------------- |
| المساحة المزروعة بالهكتار      | 39.300 | 923    | 100       | 1.100          |
| الإنتاج السنوي للحبوب بالقنطار | 5624   | ---    | ---       | 600 *الذرة فقط |

| 2013             | طانطان  | سيدي إفني |
| ---------------- | ------- | --------- |
| الوزن(طن)        | 79.989  | 11.699    |
| القيمة(ألف درهم) | 399.341 | 58.598    |

وبالموازاة، مع هذه المنجزات التي منحتها المبادرة الوطنية للتنمية البشرية دفعة قوية، استفادت جهة كلميم واد نون، في إطار مخطط “المغرب الأخضر”، من مجموعة من العمليات همت، على الخصوص، إنشاء نقط جلب الماء وتهيئ المسالك الطرقية والتهيئة الهيدروفلاحية وتثمين المنتوجات المجالية وتسهيل عملية تسويقها وتهيئة المدارات السقوية واقتناء شاحنات صهريجية ودعم ونقل الأعلاف وإعداد المدارات الهيدرو فلاحية الصغرى والمتوسطة في إطار برنامج محاربة الجفاف.
كما تتوفر الجهة على مينائين بكل من سيدي إفني وطانطان, وهذا الأخير يحتل المرتبة الثانية على الصعيد الوطني من حيث الكميات المفرغة والمرتبة الأولى من حيث القيمة، ويوفر ما يقارب 17 ألف منصب شغل مباشر بقطاع الصيد البحري، وهي مؤهلات تجعل المنطقة أرضية ملائمة لاستقطاب مزيد من الاستثمارات.

### عدد رؤوس الماشية
| سنة 2012/2011 | كلميم   | طانطان | أسا الزاك | سيدس إفني |
| ------------- | ------- | ------ | --------- | --------- |
| الجمل         | 600     | 19.727 | 6685      | ---       |
| الماعز        | 36.973  | 76.101 | 39.741    | 50.000    |
| الغنم         | 103.831 | 54.408 | 14.353    | 32.000    |
| البقر         | 2.802   | ---    | 20        | 7.000     |

### السياحة
تتوفر جهة كلميم واد نون، التي تتواجد بين قطبين سياحيين هما أكادير، وجزر الكناري، على واجهة بحرية على المحيط الأطلسي تمتد على أكثر من 240 كلم، وهو ما يمنحها فرصا حقيقية لتعزيز مكانتها على مستوى السياحة الشاطئية .
فبالإضافة إلى الشواطئ الجميلة ومصبات الأنهار المنتشرة على طول الشريط الساحلي يراهن الفاعلون في قطاع السياحة على تثمين مؤهلات أخرى لا تقل أهمية لتنمية السياحة الاستشفائية والثقافية وكذا المرتبطة بالمغامرة، ويتعلق الأمر بالمواقع الأثرية والنقوش الصخرية التي يعود تاريخ البعض منها إلى حوالي ثلاثة آلاف سنة قبل الميلاد، والرصيد الثقافي الغني والمتنوع والحامات المعدنية والمغارات والكهوف والواحات المنتشرة على الخصوص بإقليمي كلميم وأسا الزاك.
وبنية صناعية متنامية مرتبطة بهذا القطاع، خصوصا بإقليم طانطان،

### المؤهلات التراثية
- مهرجان كلميم

يعتبر التراث الفني الحساني رافدا من أهم الروافد الثقافية التي تشكل هوية قبائل الصحراء المغربية، لما يتسم به من غنى وتنوع في أشكاله وأنماطه الشعرية والإيقاعية الفنية. باعتبار أن جهة كلميم واد نون، تعرف تعبيرات فنية عديدة وذخائر تراثية أصيلة، عُرفت باسم الثلاثية، ويقصد بها كل من فن الكدرة و الهرمة و الكنكة، وهي فنون غنائية راقصة تعبر عن تفاعل الإنسان الصحراوي مع بيئته ومحيطه ورؤيته الخاصة لذاته وللعالم من حوله.

### البنية التحتية
وعلى مستوى البنيات التحتية تتوفر الجهة على مناطق صناعية قائمة وأخرى مبرمجة، تنضاف إليها شبكة طرقية يتجاوز طولها 3 آلاف كلم يخضع حاليا عدد من المقاطع منها لعملية التوسعة والتقوية ومطارين (كلميم وطانطان) وميناءين بكل من سيدي إفني وطانطان.

### النقل الجوي
| 2013               | مطار كلميم | مطار طانطان |
| ------------------ | ---------- | ----------- |
| عدد حركات الطائرات | 538        | 909         |
| عدد المسافرين      | 10.931     | 10.201      |

وبالنسبة لباقي القطاعات تختزن الجهة ثروة معدنية متنوعة، وظروف جد ملائمة لإنتاج الطاقات المتجددة.
وعلى غرار باقي الأقاليم الجنوبية، عرفت جهة كلميم واد نون، التي تعيش على إيقاع التحضير للاحتفال بالذكرى الأربعين للمسيرة الخضراء، خلال السنوات الأخيرة إنجاز مجموعة من المشاريع، همت بالأساس تحسين مستوى التجهيزات والبنيات التحتية والنهوض بأوضاع المرأة والطفولة والشباب والعناية بالمجال البيئي وتعزيز المرافق الثقافية والحفاظ على الموروث الثقافي وتوفير الموافق المرتبطة بالتربية والتكوين وتأهيل المؤسسات التعليمية وتوفير الحاجيات في ما يخص السكن وإنجاز برامج التأهيل الحضري، ساهمت في تمويلها القطاعات الحكومية والمؤسسات العمومية ووكالة الإنعاش والتنمية الاقتصادية والاجتماعية لأقاليم الجنوب والمجالس المنتخبة.
وستتعزز هذه المنجزات بمشاريع أخرى يتم حاليا إنجازها أو مبرمجتها سواء في إطار البرامج القطاعية أو في برامج التأهيل الحضري أو ضمن المخططات الاستراتيجية للتنمية المندمجة التي يروم إضفاء دينامية على القطاعات الإنتاجية الأساسية وتدارك النقص الحاصل على المستوى الاجتماعي والبنية التحتية والمرافق والتجهيزات الأساسية وخلق فرص الشغل.
ومن المؤكد أن هذه المنجزات ذات الصبغة التجهيزية والاجتماعية والأوراش المفتوحة، وكذا المشاريع المبرمجة في العديد من المجالات ستجعل من مدن أقاليم جهة كلميم واد نون في المستقبل القريب حواضر متكاملة المرافق وستساهم في توفير الشروط الضرورية لتصبح هذه الجهة قطبا ونموذجا مندمجا للتنمية المحلية.